# Comuni del Belgio

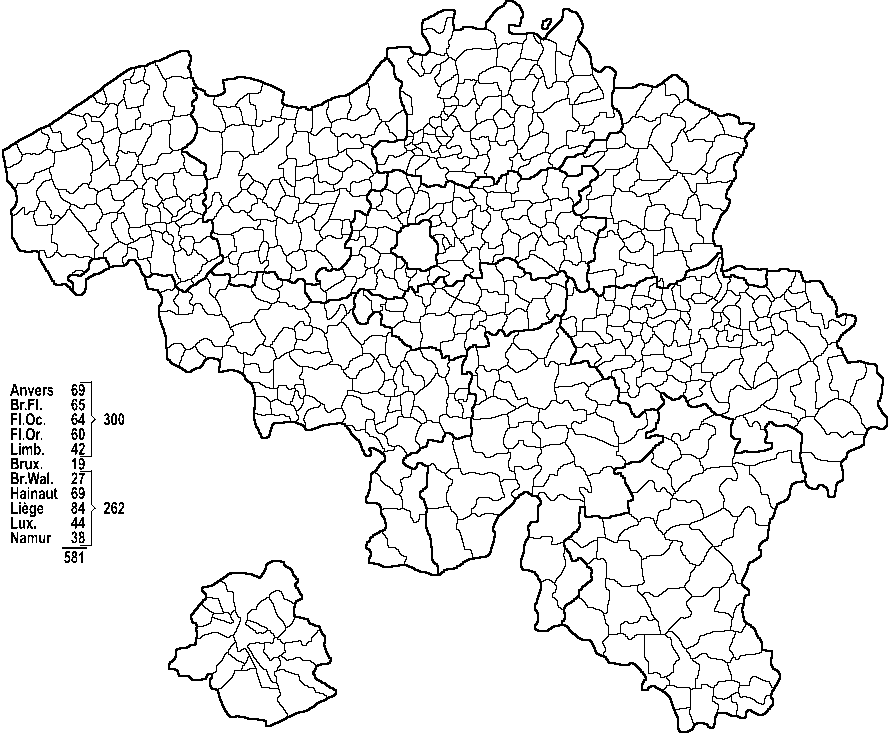
La suddivisione in province e comuni del territorio belga

I comuni sono il terzo livello di suddivisione territoriale del Belgio; essi ammontano a 581 (2019).

## L'ente
Il territorio belga è diviso in 581 comuni (in olandese gemeenten, in francese communes, in tedesco Gemeinde) raggruppati in 3 regioni e 10 province, eccettuati i 19 comuni della Regione di Bruxelles-Capitale, che non afferiscono ad alcuna provincia. Tali comuni sono la più piccola suddivisione amministrativa del Belgio. 133 di questi comuni hanno ufficialmente lo status di città.
I comuni si occupano di tutte le materie di interesse urbano. I loro organi sono: il consiglio comunale, il borgomastro ed il collegio dei borgomastri.

## Lista dei comuni
Di seguito la lista delle municipalità belghe per ognuna delle tre regioni principali: 
- Comuni della Regione di Bruxelles-Capitale
- Comuni delle Fiandre
- Comuni della Vallonia

## Storia
Al tempo della dichiarazione d'indipendenza del 1830, il Belgio era diviso in 2 492 comuni. Tale numero venne fortemente ridotto con una grande riforma nel 1977. Altre riorganizzazioni di minore entità erano comunque già state fatte nel 1928 e subito dopo la seconda guerra mondiale. Un'ulteriore riduzione del numero si ebbe nel 1983 con l'accorpamento delle diverse municipalità della città di Anversa.

## Elenchi comuni

### Comuni per superficie
| Posizione | Comune                | Superficie | Provincia | Regione            |
| --------- | --------------------- | ---------- | --------- | ------------------ |
| 1º        | Tournai               | 213,75 km² | Hainaut   | Vallonia           |
| 589º      | Saint-Josse-ten-Noode | 1,14 km²   |           | Bruxelles-Capitale |

### Comuni per popolazione
| Posizione | Comune    | Abitanti | Provincia | Regione |
| --------- | --------- | -------- | --------- | ------- |
| 1º        | Anversa   | 472 071  | Anversa   | Fiandre |
| 589º      | Herstappe | 80       | Limburgo  | Fiandre |

### Comuni confinanti con due stati
3 comuni del Belgio confinano con due stati:
- Aubange con Lussemburgo e Francia
- Burg-Reuland con Germania e Lussemburgo
- Kelmis con Paesi Bassi e Germania

### Estremità geografiche
| Posizione | Comune      | Coordinate    | Provincia           | Regione  |
| --------- | ----------- | ------------- | ------------------- | -------- |
| Nord      | Hoogstraten | 51° 24' 00" N | Anversa             | Fiandre  |
| Sud       | Rouvroy     | 49° 32' 00" N | Lussemburgo         | Vallonia |
| Ovest     | De Panne    | 2° 35′ 00″ E  | Fiandre Occidentali | Fiandre  |
| Est       | Büllingen   | 6° 15′ 00" E  | Liegi               | Vallonia |